# Kerkhof van Moerbeke
Het Kerkhof van Moerbeke is een gemeentelijke begraafplaats in de gemeente Moerbeke in het Franse Noorderdepartement. Het kerkhof ligt in het dorpscentrum rond de Sint-Firminuskerk

## Oorlogsgraven
Op het kerkhof ligt het graf van de Franse soldaat Lambert Macke die sneuvelde op 9 maart 1915.

### Britse graven
Op het kerkhof liggen 2 geïdentificeerde Britse oorlogsgraven uit de Eerste Wereldoorlog. De graven zijn van de soldaten R.C. Thomson en R. Armitage.  laatstgenoemde wordt herdacht met een Special Memorial  omdat zijn graf niet meer teruggevonden werd. De graven worden onderhouden door de Commonwealth War Graves Commission. In de CWGC-registers is het kerkhof opgenomen als Morbecque Churchyard.